# Buddy Lazier
Robert Buddy Lazier (Vail, 31 de outubro de 1967), conhecido apenas por Buddy Lazier, é um piloto de automobilismo dos Estados Unidos da América. É filho do ex-piloto Bob Lazier e irmão de Jaques Lazier, também com passagens na IndyCar. Buddy disputou 26 edições da Indy 500, classificando-se 20 vezes.

## Carreira

### CART pré-cisão

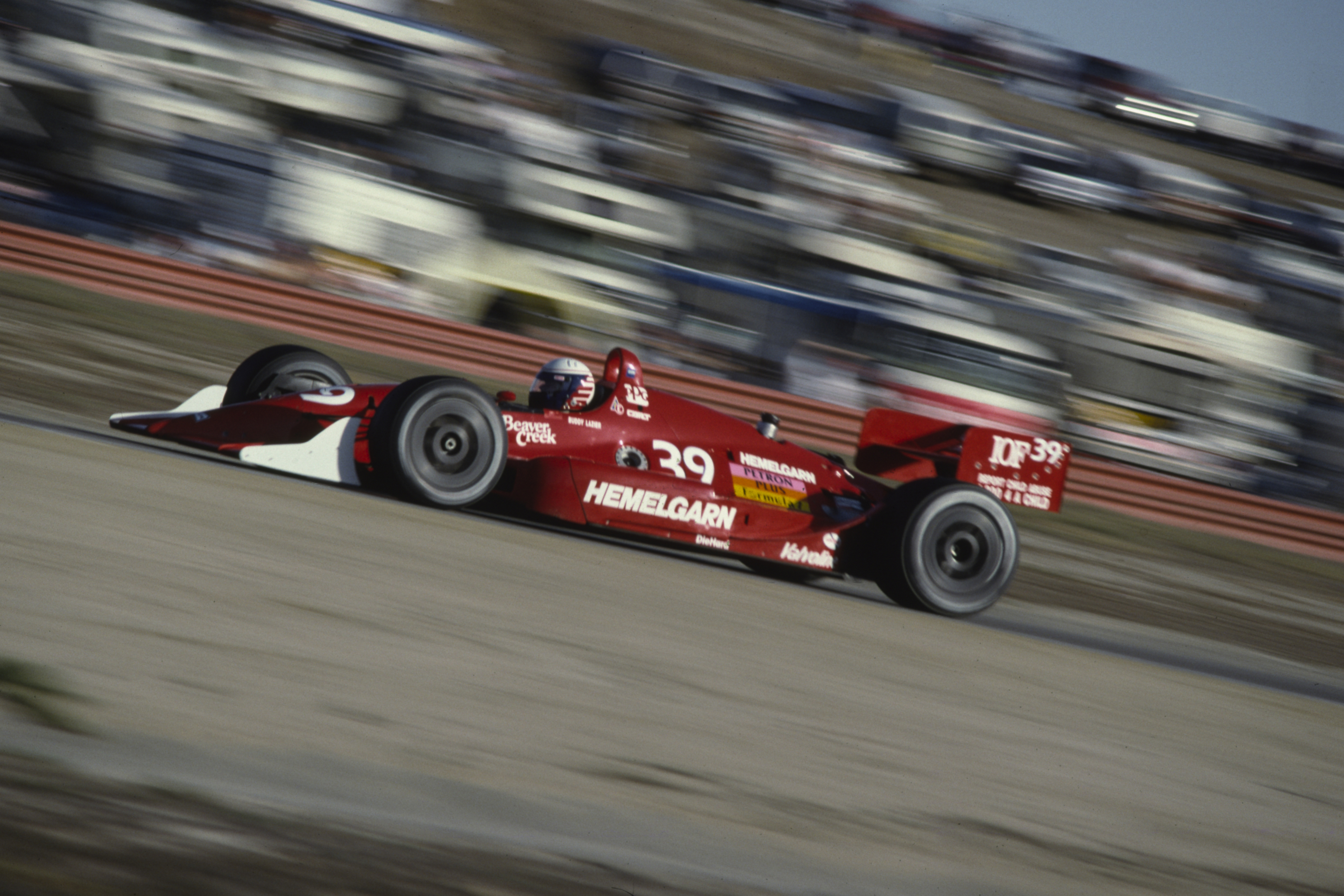
Lazier participando do GP de Laguna Seca de 1991, pela Hemelgarn.

Tendo iniciado a carreira em 1986, competindo no IMSA GT Championship e na Can-Am, Lazier estreou na CART pré-cisão em 1989, quando tentou a classificação para a edição das 500 Milhas de Indianápolis daquele ano, mas se acidentou durante os treinos e não teve condições de correr. Estreou de facto no GP de Laguna Seca, no qual não obteve a vaga no grid, competindo pela equipe que levava seu sobrenome e que tinha seu pai como manager.
Também falhou em obter posição no grid da Indy 500 de 1990, ano em que fez sua primeira corrida oficial, o GP de Portland, onde chegou na décima-terceira colocação, representando a Hemelgarn, equipe onde obteve o auge de sua carreira. Chegou a disputar o GP de Michigan pela equipe Arciero.
Até 1995, ano em que deixou a CART, Buddy competiria outras 58 vezes, pelas equipes Coyne, Walker, Leader Card, Project Indy, Payton/Coyne e Menard, não conquistando mais do que um sétimo lugar no GP de Michigan de 1992.

## IndyCar

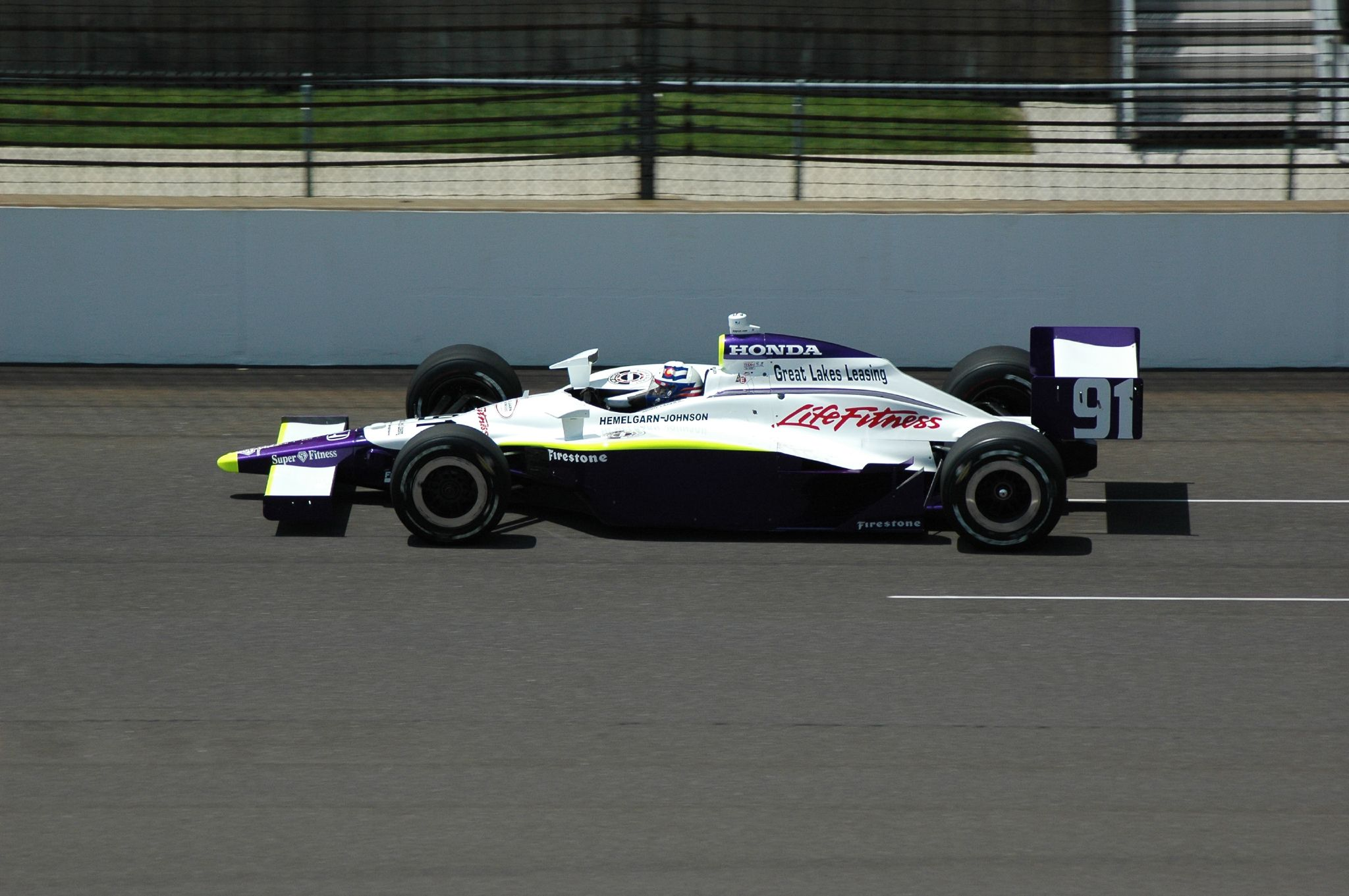
Lazier nos treinos da Indy 500 de 2008, pela Hemelgarn.

Com a separação da CART em duas categorias a partir de 1996, Lazier disputaria apenas três provas pela recém-criada Indy Racing League, vencendo as Indy 500 - esta foi sua primeira vitória em categorias top do automobilismo. Na etapa de Phoenix, sofreu um violento acidente nos treinos e fraturou a coluna em 36 lugares. Porém, teve uma rápida recuperação e voltou às pistas para vencer as 500 Milhas.
Até 2001, era um dos principais pilotos do pelotão da IRL, largando várias vezes entre os primeiros colocados. Atingiu o auge em 2000, sagrando-se campeão da temporada. Sua carreira começou a degringolar em 2002, mas ainda assim obteve dois pódios (Kentucky e Chicago).
Em 2003, Buddy Lazier entrou em uma fase negra da carreira, não obtendo um pódio pela primeira vez desde 1995, tendo como melhor resultado um décimo lugar em Pikes Peak. Saiu da Hemelgarn em 2004, tendo participado apenas das 500 Milhas de Indianápolis, fechando a temporada na trigésima colocação, com doze pontos ganhos.
De 2005 a 2007, competiu pelas equipes Panther, Dreyer & Reinbold e Sam Schmidt, sem sucesso. Retornou à Hemelgarn em 2008, classificando-se de forma dramática para as 500 Milhas.
No ano seguinte, tentou novamente obter uma vaga no grid das 500 Milhas, mas não teve êxito, ficando de fora após 14 participações consecutivas, e não se classificando para uma prova pela primeira vez desde 1995.
Era esperada sua presença em Indianápolis em 2010, para que ele apagasse o fraco desempenho do ano anterior, mas a não-inscrição da Hemelgarn sepultou seus planos. Três anos depois, Lazier se inscreveu para a 97ª edição das 500 Milhas, agora pela Lazier Partners, equipe que tem Bob Lazier, pai do piloto, como manager, assim como em 1989. Pilotando um Dallara-Chevrolet #91, o mesmo número que usou em sua melhor fase (inclusive na conquista da Indy 500 de 1996), o veterano obteve a 32ª colocação no grid, abandonando a prova em decorrência de problemas mecânicos.
Lazier ainda tentou classificar o Dallara-Chevrolet #91 para a Indy 500 em 2015, mas acabou perdendo a vaga para Bryan Clauson. Com a desclassificação, não marcou pontos na classificação geral (empatado com Rocky Moran Jr., que tentou correr a etapa de Long Beach, mas desistiu por causa de uma lesão na mão). Ainda correu a prova em 2016 (saiu com problemas mecânicos) e em 2017, onde abandonou depois de rodar e bater na volta 118.

## Participações na Indy 500
| Ano  | Chassi  | Motor         | Posição de largada       | Posição de chegada       | Equipe                 |
| ---- | ------- | ------------- | ------------------------ | ------------------------ | ---------------------- |
| 1989 | March   | Cosworth      | Acidentou-se nos treinos | Acidentou-se nos treinos | Lazier                 |
| 1990 | Lola    | Cosworth      | Não-classificado         | Não-classificado         | Hemelgarn              |
| 1991 | Lola    | Buick         | 23º                      | 33º                      | Hemelgarn              |
| 1992 | Lola    | Buick         | 24º                      | 14º                      | Leader Cards           |
| 1993 | Lola    | Buick         | Não-classificado         | Não-classificado         | Leader Cards           |
| 1994 | Lola    | Ilmor         | Não-classificado         | Não-classificado         | Leader Cards           |
| 1995 | Lola    | Menard-Buick  | 23º                      | 27º                      | Menard                 |
| 1996 | Reynard | Ford-Cosworth | 5º                       | 1º                       | Hemelgarn              |
| 1997 | Dallara | Oldsmobile    | 10º                      | 4º                       | Hemelgarn              |
| 1998 | Dallara | Oldsmobile    | 11º                      | 2º                       | Hemelgarn              |
| 1999 | Dallara | Oldsmobile    | 22º                      | 7º                       | Hemelgarn              |
| 2000 | Dallara | Oldsmobile    | 16º                      | 2º                       | Hemelgarn              |
| 2001 | Dallara | Oldsmobile    | 10º                      | 18º                      | Hemelgarn              |
| 2002 | Dallara | Chevrolet     | 20º                      | 15º                      | Hemelgarn              |
| 2003 | Dallara | Chevrolet     | 21º                      | 21º                      | Hemelgarn              |
| 2004 | Dallara | Chevrolet     | 28º                      | 23º                      | Hemelgarn              |
| 2005 | Dallara | Chevrolet     | 9º                       | 5º                       | Panther                |
| 2006 | Dallara | Honda         | 25º                      | 12º                      | Dreyer & Reinbold      |
| 2007 | Dallara | Honda         | 22º                      | 19º                      | Schmidt                |
| 2008 | Dallara | Honda         | 32º                      | 17º                      | Hemelgarn              |
| 2009 | Dallara | Honda         | Não-classificado         | Não-classificado         | Hemelgarn              |
| 2013 | Dallara | Chevrolet     | 32º                      | 31º (não completou)      | Lazier Partners        |
| 2014 | Dallara | Chevrolet     | 33º                      | 32º (não completou)      | Lazier Partners        |
| 2015 | Dallara | Chevrolet     | Não-classificado         | Não-classificado         | Lazier Partners        |
| 2016 | Dallara | Chevrolet     | 32º                      | 30º                      | Lazier Burns Racing    |
| 2017 | Dallara | Chevrolet     | 30°                      | 29°                      | Lazier Partners Racing |